# 欽拱極
欽拱極（1509年—？），字子辰，號虹江，直隸蘇州府吳縣匠籍，太倉州人，明朝政治人物。

## 生平
嘉靖十九年（1540年）庚子科順天府鄉試第十六名。嘉靖二十九年（1550年）會試第五十名，殿試二甲第十二名進士。授工部主事，升郎中。因為疏救楊繼盛，出知高州府，父喪未任。以知府銜致仕。

## 家族
曾祖欽昱；祖父欽瑄；父欽泰，母李氏。嚴侍下。弟會極、敷極、福極、錫極、大極、壽極、有極。有孫欽叔陽。